# 824
| 824                |
| ------------------ |
| Dødsfald - Fødsler |
|                    |

| Gregoriansk kalender | 824 DCCCXXIV            |
| Ab urbe condita      | 1577                    |
| Armensk kalender     | 273 ԹՎ ՄՀԳ              |
| Kinesiske kalender   | 3520 – 3521 癸卯 – 甲辰 |
| Etiopisk kalender    | 816 – 817               |
| Jødisk kalender      | 4584 – 4585             |
| Hindukalendere       |                         |
| - Vikram Samvat      | 879 – 880               |
| - Shaka Samvat       | 746 – 747               |
| - Kali Yuga          | 3925 – 3926             |
| Iransk kalender      | 202 – 203               |
| Islamisk kalender    | 208 – 209               |

Se også 824 (tal)

## Begivenheder
- Eugenius 2. indsættes som pave
- Iñigo Arista gør oprør mod frankerne og grundlægger kongeriget Navarra

## Dødsfald
- Nicætas, munk, 3. april (derfor navnedag)
- Heizei, japansk kejser